# Douglas Hofstadter
Douglas Richard Hofstadter (Nueva York, 15 de febrero de 1945) es un científico, filósofo y académico estadounidense de la ciencia cognitiva, la física y la literatura comparada cuya investigación incluye conceptos como el sentido del yo en relación con el mundo externo, la conciencia, la metacognición, la inteligencia artificial, la creación artística, la traducción literaria y el descubrimiento en matemáticas y física. Su libro de 1979 Gödel, Escher, Bach: Un Eterno y Grácil Bucle ganó tanto el Premio Pulitzer de no ficción general como un Premio Nacional del Libro (en ese momento llamado Premio del Libro Americano) de Ciencia. Su libro de 2007 Yo Soy un Bucle Extraño ganó el Premio del Libro de Los Angeles Times de Ciencia y Tecnología.

## Datos biográficos

### Orígenes y primeros estudios
Hijo de Robert Hofstadter, físico que recibió el Premio Nobel en 1961, Douglas Hofstadter se graduó en matemáticas en la Universidad de Stanford y obtuvo su doctorado en física en la Universidad de Oregón, en 1975. Entró luego al equipo del Laboratorio de Inteligencia Artificial del MIT, y es titular de la cátedra de ciencias cognitivas en la Universidad de Indiana. Estuvo casado con Carol Ann Brush, hasta que ella falleció, en Italia (26 de enero de 1951 - 22 de diciembre de 1993). En 2012 se casó, en segundas nupcias, con Baofen Lin.

### Cargos docentes
A partir de 1988 fue profesor universitario de ciencias cognitivas e informáticas; profesor adjunto de historia y filosofía de la ciencia, de filosofía, de literatura comparada y de psicología en la Universidad Bloomington de Indiana, donde dirige el centro para la investigación sobre conceptos y cognición. 

### Multilingüismo y otros intereses
Hofstadter es políglota; además de inglés, su lengua materna, habla perfectamente italiano, francés y alemán; en orden descendente de fluidez, habla ruso, español, sueco, mandarín, neerlandés, polaco e hindi. A mediados de los años sesenta pasó algunos años en Suecia, en donde aprendió sueco; también el conocimiento del alemán, francés e italiano se puede atribuir en parte al haber pasado un año de su juventud en Ginebra. Tradujo partes del GEB al ruso, y publicó una traducción al inglés en verso de Eugene Onegin, de Aleksandr Pushkin. En Le Ton beau de Marot (que escribió en memoria de su esposa Carol), se describe como un «pilingüe» (entendido en 3,14159... idiomas) y como «olíglota» (hablante de «unos pocos» idiomas). Entre sus intereses están la música, los temas de la mente, la creatividad, la conciencia, la autorreferencia, la traducción y los juegos matemáticos.

## Publicaciones más relevantes

### Gödel, Escher, Bach: un eterno y grácil bucle
En 1979, publicó Gödel, Escher, Bach: un eterno y grácil bucle (también conocido como GEB), un voluminoso libro que se convirtió en un sorprendente éxito de ventas donde se anudan la lógica matemática, la biología, la psicología, la música y la lingüística en torno al fenómeno de la autorreferencialidad.

### Yo soy un extraño bucle
En el 2007, apareció una continuación de GEB, Yo soy un extraño bucle, en el que aplica el concepto de bucle extraño, que ya había presentado en Gödel, Escher, Bach, al concepto del yo y de la identidad (véase identidad (filosofía) e identidad (ciencias sociales)) del ser humano; defiende en él la tesis de que el yo (la conciencia, el alma) es una ilusión necesaria, un mito o una alucinación imprescindible, resultado de un complejo perceptivo tan sofisticado, la actividad del cerebro humano, que puede contemplarse a sí mismo. Arremete contra el prejuicio cartesiano del alma como «pájaro enjaulado» en un solo cerebro:

(...) un cerebro adulto alberga no sólo el bucle extraño que constituye la identidad de la persona asociada a ese cerebro, sino muchos patrones en forma de extraño bucle que son copias de baja resolución de los bucles extraños primarios que se alojan en otros cerebros (...)
Hofstadter (2008, cap. 18, «El difuso resplandor de la identidad humana»)

#### Versión en español
Su traducción al español (Luis Enrique de Juan Vidales) apareció en Barcelona en noviembre de 2008 (Metatemas-Tusquets Editores España) como Yo soy un extraño bucle.

### En colaboración con Daniel Dennett
- El ojo de la mente, fantasías y reflexiones sobre el yo y el alma. (1981)
- Metamagical Themas (1985)

### En colaboración con Emmanuel Sander
- La analogía: el motor del pensamiento. Traducción al castellano de Roberto Musa, (Tusquets, 2018) del original francés: *L´Analogie, coeur de la pensée. Odile Jacob, 2013.

## Ley de Hofstadter
En Gödel, Escher, Bach: un eterno y grácil bucle, además de usar ambigramas y otros muchos ejemplos de recurrencia y autorreferencia, enuncia una ley que ha adquirido cierta popularidad en ambientes de programación: la ley de Hofstadter:

Hacer algo te va a llevar más tiempo de lo que piensas, incluso si tienes en cuenta la ley de Hofstadter.
Ley de Hofstadter